# Dana Haider Turan
Dana Haider Turan –en árabe, دانا حيدر توران– (nacida el 30 de enero de 1993) es una deportista jordana que compitió en taekwondo.
Ganó una medalla en el Campeonato Mundial de Taekwondo de 2013, y dos medallas en el Campeonato Asiático de Taekwondo en los años 2010 y 2014. En los Juegos Asiáticos de 2010 consiguió una medalla de plata.

## Palmarés internacional
| Campeonato Mundial  | Campeonato Mundial   | Campeonato Mundial | Campeonato Mundial |
| Año                 | Lugar                | Medalla            | Categoría          |
| ------------------- | -------------------- | ------------------ | ------------------ |
| 2013                | Puebla (México)      | Medalla de plata   | –49 kg             |
| Juegos Asiáticos    |                      |                    |                    |
| Año                 | Lugar                | Medalla            | Categoría          |
| 2010                | Cantón (China)       | Medalla de plata   | –46 kg             |
| Campeonato Asiático |                      |                    |                    |
| Año                 | Lugar                | Medalla            | Categoría          |
| 2010                | Astaná (Kazajistán)  | Medalla de bronce  | –46 kg             |
| 2014                | Taskent (Uzbekistán) | Medalla de plata   | –49 kg             |